# Cyphia natalensis
Cyphia natalensis är en klockväxtart som beskrevs av Edwin Percy Phillips. Cyphia natalensis ingår i släktet Cyphia, och familjen klockväxter.
Artens utbredningsområde är KwaZulu-Natal. Inga underarter finns listade i Catalogue of Life.